# Filmbiblioteket
Filmbiblioteket är en bokserie inom Kometförlaget med romaner illustrerade med filmbilder i svart/vitt. Böckerna utkom 1968. Böckerna är inbundna i brunt band med guldtryck på ryggen. Citat från bokomslagen "Filmbiblioteket vill hjälpa Er att minnas filmer Ni sett och älskat. Femton fascinerande böcker, slösande rikt illustrerade med filmbilder. En del av titlarna är klassiska både som filmer och böcker. Andra är på väg att bli det."
| Volym | Författare | Titel                                         | Originaltitel                         |
| ----- | --- | --------------------------------------------- | ------------------------------------- |
| 1     | Maria von Trapp | Den sjungande familjen Trapp (Sound of Music) | The story of the Trapp Family Singers |
| 2     | Leo Tolstoj | Anna Karenina                                 | Anna Karenina                         |
| 3     | Michael Avallone (utgiven i original 1968 och en romanbearbetning av filmens manuskript som skrevs av Nicholas E. Baehr) | Nattens terror                                | The incident                          |
| 4     | William Drummond (utgiven i original 1966 och en romanbearbetning av filmen som byggde på en pjäs av Patrick Hamilton)   | Gasljus                                       | Gaslight                              |
| 5     | C.S. Forester | Afrikas drottning                             | The African queen                     |
| 6     | Per Olof Ekström | Hon dansade en sommar                         |                                       |
| 7     | Lloyd C. Douglas | Den purpurröda manteln                        | The robe                              |
| 8     | August Strindberg | Hemsöborna                                    |                                       |
| 9     | Richard Mason | Kärlek i Hongkong                             | Suzie Wong                            |
| 10    | Henry Fielding | Tom Jones                                     | The history of Tom Jones              |
| 11    | Alexandre Dumas d.y. | Kameliadamen                                  | La dame aux camélias                  |
| 12    | Thomas Hardy | Fjärran från vimlets yra                      | Far from the madding crowd            |
| 13    | B. Traven | Sierra Madres skatt                           | The treasure of the Sierra Madre      |
| 14    | Robert J. Sherwood (felstavning av Robert E. Sherwood)                                                                   | Dimmornas bro                                 | Waterloo Bridge                       |
| 15    | Fritz Reuter | Livet på landet                               | Ut mine Stromtid                      |